# 死神 (DEATH NOTE)
死神（しにがみ）は、『DEATH NOTE』に登場する架空の生き物。

## 概要
本作に登場する人を死なせることができるアイテム「デスノート」を使った、または触っている人間にしか見えない特殊な存在。普段は死神界という、人間界より遥か上にある場所に住んでいる。死神はそこから自身のノートを人間界へ落としてしまうことがある。その場合どの死神も人間界に降り立ち、それを拾った人間と行動を共にしなければならないという義務を持つ。その人間の言うことを聞いて協力することがあるが、基本的にはその人間の命を救ってくれるような本当の「味方」にはならない。また、自分が憑いた人間以外に対しても同じである。

## 死神の生態

### 行動原理
作中における死神は、レム曰く「デスノートを用いて、人間の寿命を頂くためだけに存在している生き物」と設定されている。
仮にも「神」であるため基本的に死ぬことはないが、以下の条件に該当した場合は死亡することが作中で判明している。
- 「デスノートに人間の名前を書く行為を怠り、死神自身の寿命が尽きてしまった場合」
- 「死神界の掟を破り、三級以上の階級の罰を受けた場合」
- 「好意を抱いた人間の延命措置として、意図的にノートを用いた場合」

リューク曰く、現代の死神は昼寝か博打をする程度の非常に退廃的な生活を送っており、ノートにせっせと人間の名前を書いている死神の方が笑いものになるほどである。しかし、リュークが人間界にデスノートを落とし持ち主の人間に憑いていることが死神界で広まるにつれ、人間界に再び興味を持つ死神が徐々に増え始める。
死神の身体は退化（もしくは進化）しており、食事や睡眠を摂る必要はないが、リュークやシドウがリンゴやチョコレートを好むなど好き嫌いはある模様。また、自らの意思で壁抜けを行うことも可能。オス・メスの区別はあるものの人間との生殖行為は禁じられており、死神同士も交尾はしないため、どのように生まれるかは不明である。
個体によって様々な姿をしているが、どの様な姿でも死神は必ず翼を持っており、飛行が可能。普段は畳んで収納していることが多い。
人間界にノートを持ち込んだ死神の原則として、ノートの所有者となった人物に憑き、その者の最期かノートの最期を見届けなければならない。最初の所有者が死んだ場合、ノートに所有者の名前を書き込む義務を持つ。
なお、リュークによれば「死神に憑かれた人間は不幸になる（らしい）」という言い伝えがあるらしく、実際に作中で憑かれた月・海砂・火口・スナイダー・魅上・Cキラ・田中実は全員凄惨な死を遂げている。また、デスノートを使用した人物もすべて死亡している。

### 死神界
死神たちが生息する世界。人間界の遥か上空に存在するが、人間側からは認識不可能。
ある死神（グック）曰く「どこまで行っても不毛の地」。金属製の鎖が所々に絡みついた岩場や、動物の頭蓋骨らしきものが転がる砂場が広がっている荒涼とした世界で、森林や湖沼などの潤った土地は確認されない。リュークなど多くの死神の好物であるリンゴも存在するが、萎びてピーマンのような色と外観となっており、非常に乾いた食感であり人間界のそれに比べると遥かに質が悪い。アニメでは、非常に薄暗く重々しい雰囲気が原作以上に強調されている。
ひび割れた球体が点々と存在する場所があり、死神たちは球体の割れ目部分から人間界を覗き、殺す人間を（基本的には無作為に）選ぶ。また、この球体が死神が人間界にアクセスする為のゲートにもなっている。

### ランク
死神界には、死神大王を頂点とした階級が存在する。数字が小さいほど格が高く、それに従ってノートに関するルールも詳しい傾向にある。しかし、ランク自体は死神にとってあまり意味のないものらしく、死神大王を除けば死神同士が敬語を喋るなどの上下関係を意識するような描写はない。なお、作中ではここに名前が上がっていないその他の死神も複数登場する。
| ランク | 死神                                         | 性別 |
| ------ | -------------------------------------------- | ---- |
| -      | 死神大王                                     | ?    |
| 1      | ヌ                                           | ♀    |
| 2      | アラモニア＝ジャスティン＝ビヨンドルメーソン | ♂    |
| 3      | ダリル＝ギロオーザ                           | ♀    |
| 4      | レム                                         | ♀    |
| 5      | ゼルオギー                                   | ♂    |
| 6      | リューク                                     | ♂    |
| 7      | グック                                       | ♂    |
| 8      | シドウ                                       | ♂    |
| 9      | ミードラ                                     | ♀    |
| 10     | デリダブリー                                 | ♂    |
| 11     | カリカーチャ                                 | ♂    |
| 12     | キンダラ＝ギベロスタイン                     | ♀    |
| 13     | ジェラス                                     | ♂    |
| ？     | ST                                           | ♂    |
| ？     | アーマ                                       | ♀    |
| ？     | ベポ                                         | ♂    |

## 主要な死神
メディアにより異なる設定・描写は各キャラの最後に箇条書き。

### リューク
- 声 - 中村獅童（アニメ版・実写映画版・Netflix版吹替）、福島潤[注 3]（ドラマ版）
- 演 - 吉田鋼太郎（舞台版）
- モーションアクター - 渡来敏之（実写映画版前編・後編・スピンオフ）、西野大作（ドラマ版）

夜神月が拾ったデスノートの持ち主。物語の元凶であり、狂言回しというべき存在。性別はオス。死神ランクは6。好きな物は「リンゴ、ゲーム」、嫌いなものは「退屈」。
色は黒色。猫背で腕が長く、髪は逆立っており、口は頬まで大きく裂けているが、作中に登場する死神の中では比較的人間に近い外見である。肩や背中からはリンゴや翼を収納する羽根が生えており、腰にはデスノートを収納するホルダーを装着している。一人称は「俺」。
死神界での退屈な日々に嫌気が差したため、死神大王が遺失物として預かっていたシドウのデスノートを騙し取り、英語で使用方法を書き加えた後に人間界へ落とした。ノートの最初の所有者である夜神月に憑き、月の行動を楽しみにしている。白々しい演技をする時は敬語になる。
リンゴが好物で、リンゴのために月の行動に協力した。リュークによると、死神（リューク）にとってリンゴは人間にとっての酒、煙草のような、依存性の強いものであり、長期間摂らないと体をねじったり、逆立ちするなどの禁断症状が出るものであるという。死神界に存在するリンゴは砂のように乾いているため、ジューシーな人間界のリンゴを好んでいる。特別編では評判を聞いた他の死神や死神大王も人間界のリンゴに興味を持っていた。読み切り版には別人のリュークが登場する。
快楽主義の傍観者という点は共通しているものの、媒体ごとに立ち回りが若干異なっている。
原作
ニアに敗れて自分に助けを求める月の姿を見て、これから先に面白いことはないと感じ、「ずいぶん長い間、良い退屈しのぎになった」と言って、月の名前を自分のノートに書いて殺した。
特別編では、死神界に戻ってきたミードラから新たなノートを受け取り、再び人間界に舞い降りる旨を明かした。
アニメ版
原作や実写映画版と違い、月は自分に助けを求めていないため、「ノートを人間界に持ち込んだ死神と、そのノートを最初に手にした人間との掟」という理由で月を殺害している。
SP版では、冒頭で「一生忘れられない面白いもの」と称し、STに人間界の体験を伝えた。また、ラストで空に向かい月の名を呟くシーンが描かれた。
実写映画版
本作品では、ノートを落とした明確な理由について言及されず、半ば運命的な出会いとなっている。
Lに追い詰められその場の全員を殺すよう命じた月の姿を見て「俺に頼るようじゃお前も終わりだ」「もう充分楽しんだよ」と言い放ち、月を殺害した。
『L change the WorLd』ではワンシーンのみ登場し、ノートを焼却しようとするLに対して、ノートを消しても寿命は戻らないと言い、「月はノートを使えば神になれると言っていた」と誘うが、「月君のあの死に方が、神の死に方ですか?」と言われて、姿を消した。
『Light up the NEW world』では、死神大王の銘を受け月が生前遺していた子供と後見人である魅上照にデスノートを与え、キラの後継者にさせようとしたが失敗に終わる。デスノートの重圧に耐え切れず月の子供を殺害した魅上を、キラ事件の捜査官である三島創が殺害したことにより所有権が三島に移ったため彼に憑き、以後新生キラとして動く三島を見守る。その後、デスノートとキラのメッセージが入ったチップをサイバーテロリストの紫苑優輝に託すよう三島に指示され、その後は紫苑に憑く。10年経っても相変わらずリンゴが好物である模様。また終盤では、突入した特殊部隊の覆面を解き死神の目を持った紫苑にデスノートで殺させるという協力的な一面も見せる。
ドラマ版
他の作品と違い、明確に月をノートの所有者として選んでいる。
事前に月の行動を追い、彼が他人に対して殺す動機を起こした途端、目の前でノートを落とすという演出になっている。また、月が罪悪感からノートを廃棄しようとした際、彼に脅しをかけるなど、使わせたがっているような描写も見受けられた。
弥海砂を陰で「ボインちゃん」と呼ぶ、月に自身の見た目の恐ろしさを冗談のネタにされた時にはノリツッコミするなど、他作品に比べ饒舌でひょうきんな性格。また月がLに上手くやられた際や月が怒った際には原作以上のオーバーリアクションをとるなど、騒がしさが目立つ。
YB倉庫にて松田らの銃撃を受け重傷を負い、燃え盛る炎の中で一人だけ取り残された月から「死神の目」の取引を持ちかけられるが、既に月の寿命が近づいていたことを見抜いたリュークはこれを拒否した。その後、炎に包まれる倉庫を見ながら「あばよ、救世主」と呟き、レムと共にどこかへと飛び去った。

### レム
- 声 - 斉藤貴美子（アニメ版）、池畑慎之介（実写映画版）、恒松あゆみ[2]（ドラマ版）
- 演 - 濱田めぐみ（舞台版）
- モーションアクター - るかわいずみ

弥海砂にデスノートを与えた死神。性別はメス。死神ランクは4。好きな物は「愛情」、嫌いなものは「夜神月」。
体格はリュークに似ており、彼同様猫背だが、色は白でより骸骨然。髪の毛はゴム状の太い毛がメデューサのように数十本ほど生えている。8巻でリュークは「スカスカしたメスの死神」と説明している。
真面目で愛情深い性格で、デスノートのルールや死神界の掟にも詳しい。人間界を見通す場所でジェラスと死神界から、海砂のことを見続けていた。ジェラスの死後、彼のノートをミサに届けようと人間界に降りる。ミサに親のような感情を抱き、自分の見えている寿命の前にミサが死んだら月が殺したと判断し月を殺すと宣言し、一時彼にとってL以上の障害となった。
原作・アニメ版
月の策略により海砂が窮地に追いやられたのを見て、月の策略を知りつつも、海砂の逮捕を防ぐためにLとワタリの名前をノートに書き、月を「死神をも殺すとは…死神を越えている」と評し、「人間に好意を持ってその人間の寿命を延ばすためにデスノートを使うと死ぬ」というルールで死亡。
実写映画版
Lとワタリの名前を書き、砂となって死亡する点は原作と同じだが、死後に自分のノートが月に利用されることを防ぐため、ノートを焼却。この行為がラストで重要な意味を持つ。死の間際に月を「死神を殺そうとするなんて、お前こそ本当の悪魔だ」と評し、海砂に向けて「わずかの間でも、幸せになれよ」と言い残している。
ドラマ版
「赤いデスノート」を拾った海砂の前に現れた「白い死神」。原作同様、ジェラスの跡を継いで海砂を守ろうと行動している。月が海砂のファンであることを接触前に知っていたためか、「お前が海砂を殺そうとすればその前に私がお前を殺す」の脅しを行わない。
ストーリーが進むにつれ登場しなくなり、海砂がノートを手にし損なったことでLを殺害する策にも利用されなかった。終盤ではメロが海砂を轢き殺そうとするなど命を脅かしたが、それにも一切関知せず、二冊のノートが焼失したことでリュークと飛び去った。
同シリーズ内において、生還した唯一の作品となった。

### ジェラス
- 声 - 松山ケンイチ（アニメ版）

レムが海砂に与えたノートの持ち主。性別はオス。死神ランクは13（作中に登場する死神では最低ランク）。好きなものは「弥海砂」、嫌いなものは「字を書くこと」。
外見的身長がかなり低く、ツギハギだらけの人形のような容姿をしている。死神の中では温厚で心優しい性格の持ち主で、ミサに恋心を抱いていたが、ストーカーに襲われたミサを助けたことで、「人間に好意を持ってその人間の寿命を延ばすためにデスノートを使うと死ぬ」というルールに触れて死亡。死後、ジェラスのノートはレムを通じてミサに渡される。
実写映画版
ミサに対して親心を抱いており、「ミサを見守ってくれ」とレムに言い残している。

### シドウ
- 声 - 矢尾一樹（アニメ版）

月が拾ったノートの本来の持ち主。性別はオス。死神ランクは8。好きな物は「チョコ」、嫌いなものは「おばけ」。
見た目は恐ろしいが、性格は間抜けかつ臆病者で、デスノートによる寿命の獲得を自らの寿命が尽きる寸前まで怠けていたり、自分のノートを紛失していたことに6年も気付かなかった。メロのアジトでチョコレートを気に入り、何枚も食べていた。寿命が迫ってようやく気付くも、大王に報告した時にはノートはリュークに取られており、ノートを取り戻すために人間界に降りる。上記のことから周囲の死神からは馬鹿にされており、メロからも利用されていた。
マフィア壊滅後は月によってノートを返され、死神界に帰った。
なお、マフィアがノートを使ってSPKのメンバーを殺害したことに対し「人間って怖いな…ノートの使い方間違ってるだろ」と発言をしている（リュークはそれに対し「だから面白いんじゃん」と内心相槌を打っている）。

### ミードラ
キラ事件から3年後、ノートを人間に拾わせ裁きをさせた。性別はメス。死神ランクは9。好きな物は「湿気」、嫌いなものは「乾燥」。
巨大な身体と尾や斑点が特徴。その巨体ゆえ他の死神から一目置かれている。メスだが、男言葉で話す。
特別編
人間界のリンゴを入手し死神大王に頼んで2冊目のノートをもらい、リュークのように新たなキラとなった人間（通称：Cheapキラ、Cキラ）の行動を楽しもうとするが、ニアの挑発でCキラが自殺したため死神界に戻る。バナナが好物。

### 死神大王
全死神の頂点に立つ存在。デスノート全般の管理もしている。
遺失物として預かっていたシドウのノートを、リュークに騙し取られた。他のほとんどの死神からは「ジジイ」と呼ばれる。姿は「あまりに凄いので人間には認識不可能」らしく、作中ではセリフにその名前が登場するのみ。作中ではノートをなくしたシドウから相談を受けたが、死神大王本人も死神界のルールを完全に把握しておらず、アラモニア・ジャスティンが一番詳しいと助言するに留まった。
原作にもアニメ版にも姿を現さなかったが、アニメDVD13巻（初回限定版）の特典フィギュアとしてその全容が初めて公開された。しかし姿そのものは、それよりも早く、小畑健画集『blanc et noir』の表紙に描かれている。スイカのような球体に無数の触手を持つ髑髏が張り付いたような容姿で、その髑髏の口の中に顔がある。
特別編ではリュークのように人間界のリンゴの味を気に入ったらしく、ミードラにリンゴと引き換えに2冊目のノートを授けた。その際、姿が漫画で初めて公開された。この時、いい加減呼ばわりされたが、後の話でノートが人間界で売買されたことに怒り、新ルールを加えており、ノートに新たなルールを設けることが出来る模様。
『Light up the NEW world』では、キラによる大量虐殺に歓喜し、キラの後継者を探し出し、デスノートを与えるように死神たちに命じたことが冒頭で説明されている。

## その他の死神
アラモニア＝ジャスティン＝ビヨンドルメーソン
声 - 梅津秀行（アニメ版）
高位の死神。性別はオス。死神ランクは2。好きな物は「宝石」、嫌いなものは「カラス」。金色の骸骨のような風貌をしており、装飾具や目など全身に宝石を埋め込んでいる。また、四肢が機械となっており、大量の骨と頭蓋骨で造られた玉座型の車椅子に乗って移動する。
死神大王が「自分よりも死神界の掟やデスノートのルールに詳しい」と認める存在で他の死神たちからの信頼も厚く、シドウなど多くの死神からノートに関する相談を受けている。
作中では、死神たちのセリフの中で、しばしば「宝石骸骨」と書いて「ジャスティン」とルビが振られることがある。13巻の説明によれば煙草を吸うらしい。
ダリル＝ギロオーザ
金細工に身を包む死神。性別はメス。死神ランクは3。好きなものは「金細工」、嫌いなものは「明るい部屋」。
ランクは高いが「人間界に興味はない」と発言しており、人間の数が数十億人であることさえも他の死神から聞くまで知らなかった。趣味はドクロ積み。笑い方は「ぐふっ」である。また、メスの死神でありながら、一人称は「俺」である。
シドウのポジションとなる死神の候補としてデザインされたが、階級の高そうな彼女では人間に振り回される役は似合わないということで廃案となった。
デリダブリー
声 - 後藤哲夫（アニメ版）
賭け事で暇をつぶす死神で、巨大な鎌を持っている。性別はオス。死神ランクは10。好きなものは「ギャンブル、昼寝」、嫌いなものは「労働」。グックとは仲が良い。
グック
声 - 大西健晴（アニメ版）
リュークと交友がある死神で、ガゼルの骨のような頭をしている。性別はオス。死神ランクは7。好きなものは「ギャンブル、昼寝」、嫌いなものは「労働」。
デリダブリーとは二人で賭博を楽しむ仲。
「特別編」では、リンゴ13個でミードラに二冊目のノートを与えた死神大王に呆れる様子を見せていた。
ゼルオギー
左手のフックと大きな羽飾りに身を包み、長老のような風貌を持つ死神。性別はオス。死神ランクは5。好きなものは「ふわふわした物」、嫌いなものは「湿気」。顔は布で隠れており、口がいつも開いている。
リュークが人間界に滞在していると知り、人間界に興味を示している。好奇心の強い性格。
カリカーチャ
性別はオス。死神ランクは11。好きなものは「ブルーベリー」、嫌いなものは「直射日光」。
頭の側面に複数の目が並んでいる。目にいいブルーベリーが好き。
キンダラ＝ギベロスタイン
凶暴な性格の死神。性別はメス。死神ランクは12。好きなものは「暴れること」、嫌いなものは「考えること」。
暴れることしか頭にない。原作では未登場。12巻の背表紙にのみ登場した。
ヌ
岩のような全身に、目玉が数十個ついている死神。性別はメス。死神ランクは1。好きなものは「懺悔」、嫌いなものは「音」。
死神大王に次ぐランクだが、原作では一コマ、それも端っこに登場するのみでセリフもない。アニメ版では、二代目オープニングに一瞬だけ登場する。「DEATH NOTE HOW TO READ 13」の背表紙のイラストにもなっている。
ST
ディレクターズカット版『リライト 幻視する神』オリジナルの死神。名前は同番組字幕スーパーに出ている。
性別はオス。死神ランクは不明。リューク同様、荒廃した死神界が嫌になり、グックたちを脅して、月の死後に帰郷したリュークの所在を聞いて面会した彼に「おもしれーこと（キラ事件のこと）」を聞き、人間界に旅立った。ゴーグルのようなものを頭に付けていて人間のような服も着ており、骨でできた大きな斧らしき武器を所持している。凶暴な性格。
アーマ
声 - 沢城みゆき（実写映画版）
映画『デスノート Light up the NEW world』オリジナルの死神。レム同様の白い体が特徴で、マスカットが好物。本編では竜崎に憑いており、彼に「忠実な友」と呼ばれ、信頼されている。
また、アーマ自身も竜崎の事を気にかけており、本編ラストで三島とともに七瀬に襲われた際、竜崎の「大切なもの」を守るために、七瀬の本名を自分自身のノートに書き彼女を殺害。そして自身もノートのルールに則り、砂となって死亡した（ただし、竜崎はとある理由から事前に名前をノートに書き込まれており、寿命は延びていない）。
デザインのモデルはシドウ。
ベポ
声 - 松坂桃李（実写映画版）
アーマ同様、映画『デスノート Light up the NEW world』オリジナルの死神。仮面のような金色の顔に六本の指、巨大な体躯が特徴。本編では青井さくらに憑いており、冒頭でノートが警視庁に移された際、三島たちにデスノートが人間界に6冊存在することや6冊ルールに関する情報をもたらして立ち去った。
デザインのモデルはダリル＝ギロオーザ。